# Danny Williams (pugile)
Daniel Peter Williams (Brixton, 13 luglio 1973) è un pugile inglese.
Soprannominato "The Brixton Bomber", è stato campione britannico e del Commonwealth dei pesi massimi. È noto in particolare per aver sconfitto Mike Tyson tramite KO nel luglio 2004, il che gli ha dato la possibilità di affrontare senza successo il campione del mondo WBC Vitalij Klyčko.

## Carriera professionale
Williams fece il suo debutto da professionista il 21 ottobre 1995, sconfiggendo il connazionale Vance Idiens via KO alla seconda ripresa.
Dopo due vittorie per KO, il 30 luglio 2004 Williams affrontò l'ex campione del mondo Mike Tyson al Freedom Hall State Fairground di Louisville, Kentucky.
Benché scosso in più di un'occasione dai pugni di Tyson al primo round, Williams riuscì a prevalere sull'avversario utilizzando colpi potenti e precisi e nel quarto round riuscì ad atterrarlo con una combinazione. Il trentottenne Tyson fu contato e non si rialzò, decretando la vittoria dell'inglese per KO.